# Supercoppa di Polonia 2024 (pallacanestro)
La Supercoppa di Polonia 2024 è la 19ª Supercoppa di Polonia di pallacanestro maschile.
Si è stata disputata tra il 28 e il 29 settembre 2024 presso la Radomskie Centrum Sportu di Radom tra i seguenti quattro club:
- Trefl Sopot, campione di Polonia 2023-24
- Legia Varsavia, Coppa di Polonia 2023
- W.M. Szczecin, 3º classificato in Polska Liga Koszykówki 2023-2024
- Śląsk Breslavia, 4º classificato in Polska Liga Koszykówki 2023-2024

## Tabellone
|  | Semifinali      | Semifinali      | Semifinali      |                 |               | Finale        | Finale | Finale |  |
|  |                 |                 |                 |                 |               |               |        |        |  |
|  | Trefl Sopot     | Trefl Sopot     | 76              |                 |               |               |        |        |  |
|  | Trefl Sopot     | Trefl Sopot     | 76              |                 |               |               |        |        |  |
|  | W.M. Szczecin   | W.M. Szczecin   | 83              |                 |               |               |        |        |  |
|  | W.M. Szczecin   | W.M. Szczecin   | 83              |                 | W.M. Szczecin | W.M. Szczecin | 75     |        |  |
|  |                 |                 |                 |                 | W.M. Szczecin | W.M. Szczecin | 75     |        |  |
|  |                 |                 | Śląsk Breslavia | Śląsk Breslavia | 76            |               |        |        |  |
|  | Legia Varsavia  | Legia Varsavia  | Śląsk Breslavia | Śląsk Breslavia | 76            | 70            |        |        |  |
|  | Legia Varsavia  | Legia Varsavia  |                 |                 |               |               |        |        |  |
|  | Śląsk Breslavia | Śląsk Breslavia | 77              |                 |               |               |        |        |  |

## Finale
| Radom 29 settembre 2024, ore 17:30 UTC+2 | W.M. Szczecin | 75 – 76 (23-10, 39-30, 58-56) referto | Śląsk Breslavia | Radomskie Centrum Sportu |
| \| \| \| \| \| Żołnierewicz 19 \| Punti \| 15 Whitehead \| \| Mazurczak 10 \| Assist \| 4 Senglin \| \| Brown 12 \| Rimbalzi \| 8 Lynch \| \| 3 Mazurczak• 8 Woodard• 10 Wójcik• 11 Dziewa• 28 Żołnierewicz 5 Myers• 7 Nicholson• 9 Kierlewicz• 21 Meier• 27 Brown• 31 Kostrzewski \| Formazioni \| 1 Núñez• 5 Whitehead• 6 Gołębiowski• 7 Ponitka• 22 Lynch 2 Wiśniewski• 3 Kulikowski• 11 Penava• 13 Blackshear• 15 Bogucki• 24 Szelążek• 30 Senglin \| \| Arkadiusz Miloszewski \| Allenatori \| Miodrag Rajković \| |               | |                 |                          |
| |               | |                 |                          |
| Żołnierewicz 19 | Punti         | 15 Whitehead |                 |                          |
| Mazurczak 10 | Assist        | 4 Senglin |                 |                          |
| Brown 12 | Rimbalzi      | 8 Lynch |                 |                          |
| 3 Mazurczak• 8 Woodard• 10 Wójcik• 11 Dziewa• 28 Żołnierewicz 5 Myers• 7 Nicholson• 9 Kierlewicz• 21 Meier• 27 Brown• 31 Kostrzewski | Formazioni    | 1 Núñez• 5 Whitehead• 6 Gołębiowski• 7 Ponitka• 22 Lynch 2 Wiśniewski• 3 Kulikowski• 11 Penava• 13 Blackshear• 15 Bogucki• 24 Szelążek• 30 Senglin |                 |                          |
| Arkadiusz Miloszewski | Allenatori    | Miodrag Rajković |                 |                          |